# Nässelstaån

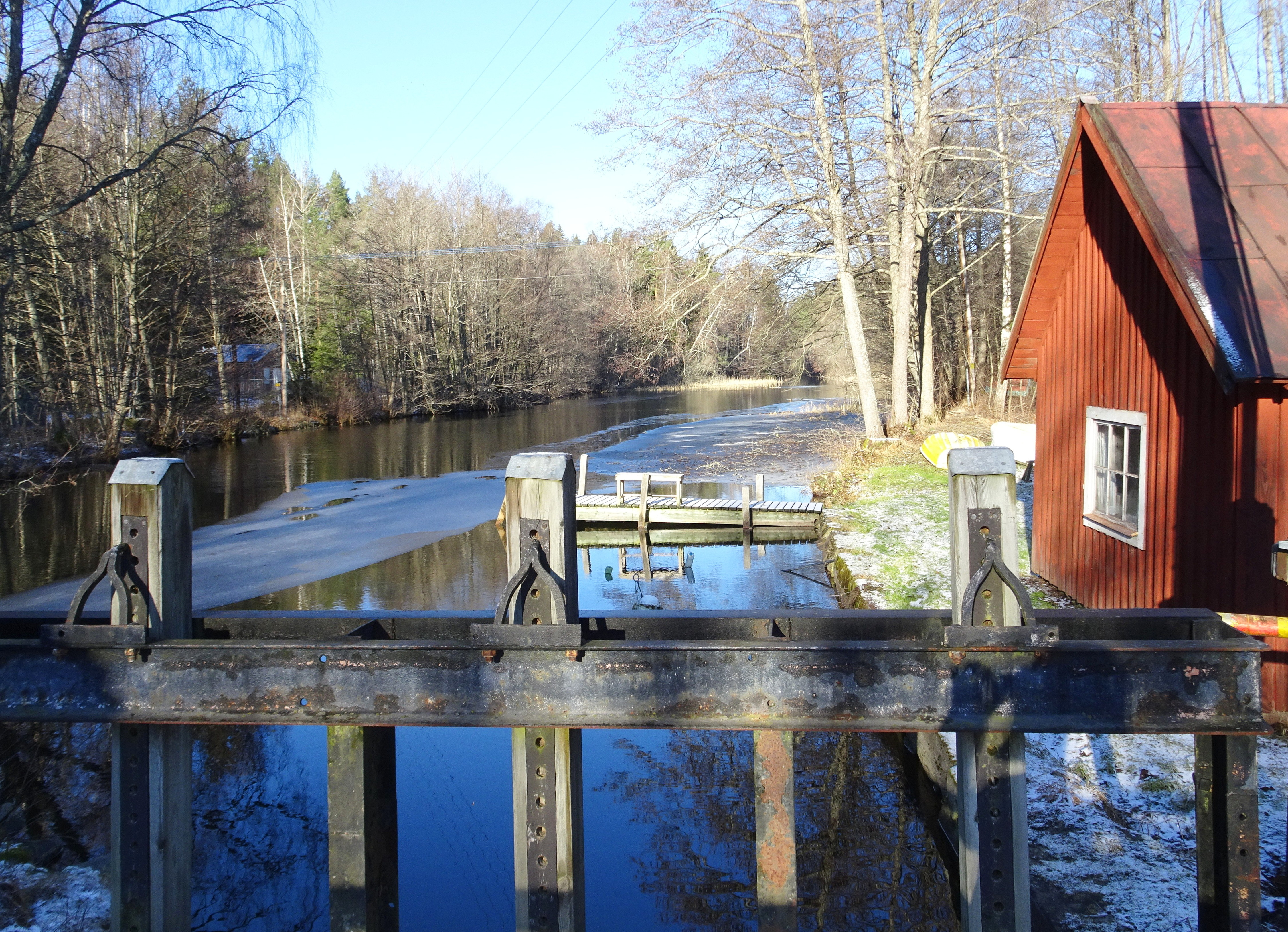
Nässelstaån uppströms vid Nässelsta kvarns damm, februari 2022.

Nässelstaån är ett vattendrag direkt väster om tätorten Stjärnhov i Gnesta kommun, Södermanlands län och ingår i Nyköpingsåns huvudavrinningsområde. Vid ån finns Nässelsta kvarn.

## Beskrivning
Nässelstaån rinner från den högre belägna Kyrksjön i norr till sjön Naten i söder, en sträcka på ungefär 1 000 meter, höjdskillnaden är cirka två meter. Ån är uppkallad efter Stjärnhovs säteris ursprungliga namn; Nässelsta.
Redan på medeltiden omnämns en vattenkvarn, kallad Netzslista qwarn (Nässelsta kvarn), vid ån. Ungefär på halva sträckan uppdämdes ån och man utnyttjade fallhöjden mellan Kyrksjön och Naten för att driva både kvarn och såg. Kvarnen ägdes av Stjärnhovs säteri och senare av en fristående mjölnare. Verksamheten lades ner 1973 men kvarnbyggnaden med sin historiska inredning finns fortfarande bevarad likaså mjölnarstugan och ekonomibyggnader från 1700-talet.
På sin väg söderut passerar ån under både västra stambanan och riksväg 57. Längs hela Nässelstaån sträcker sig en undangömd stig som är en vacker tätortsnära promenadväg. Under järnvägen går stigen på en pontonbro. Nässelstaån är den enda platsen i kommunen där man vet att forsärlan har häckat. Här ligger även Stjärnhovs vattenverk som pumpar upp grundvatten ur den mäktiga Badelundaåsen.

## Bilder

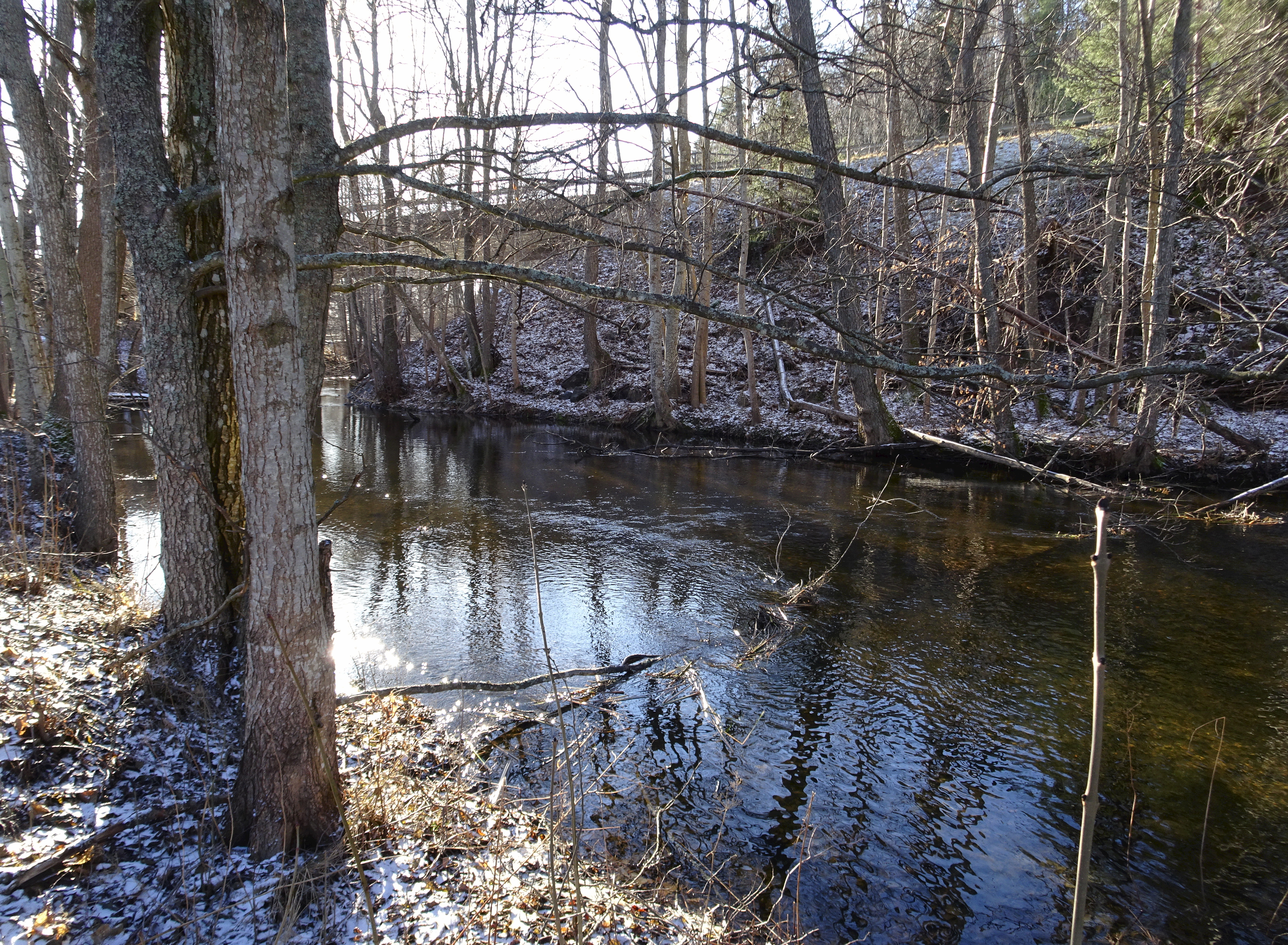
Nässelstaån nedströms vid passagen under riksväg 57.
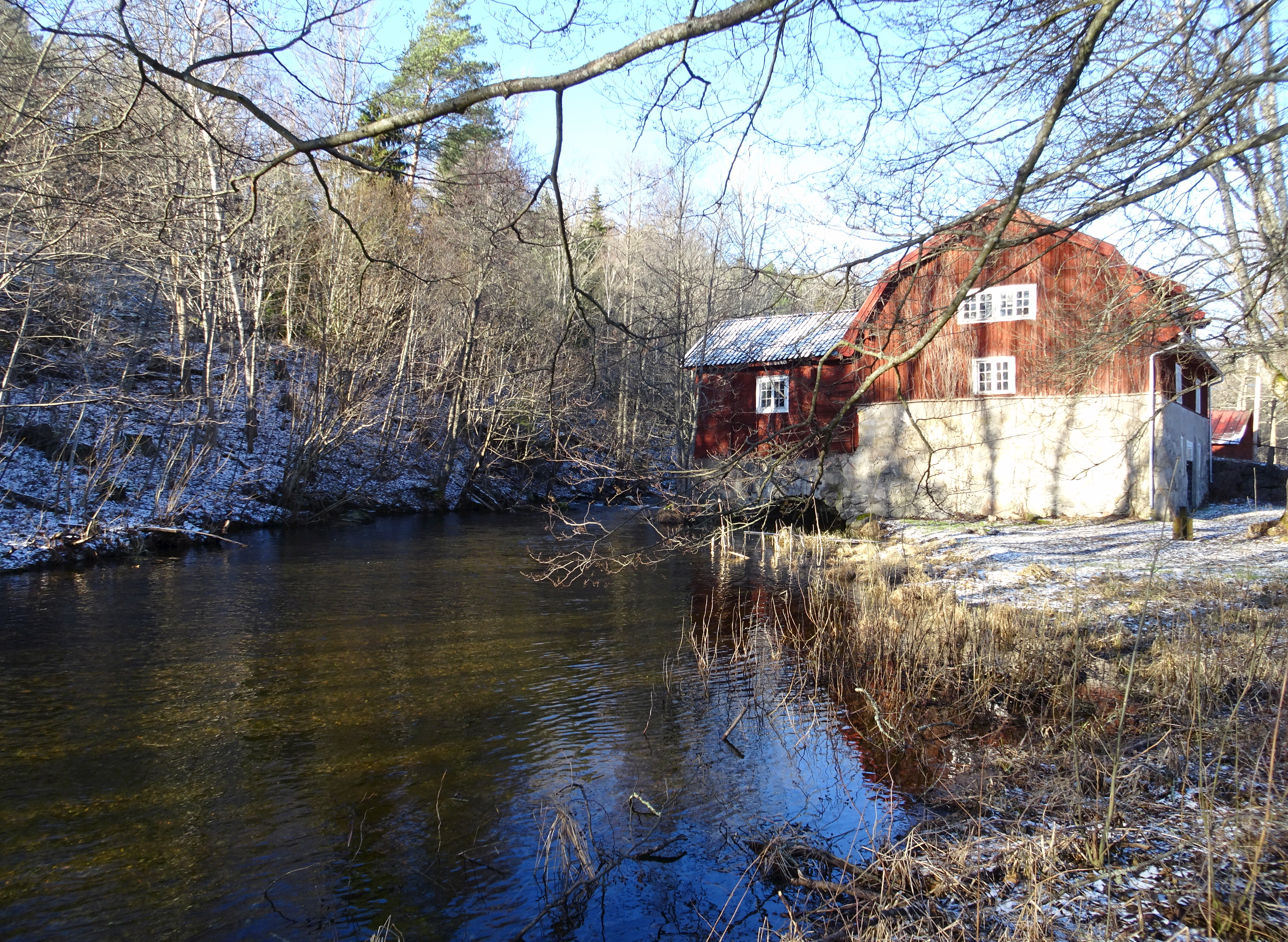
Nässelstaån uppströms vid Nässelsta kvarn.
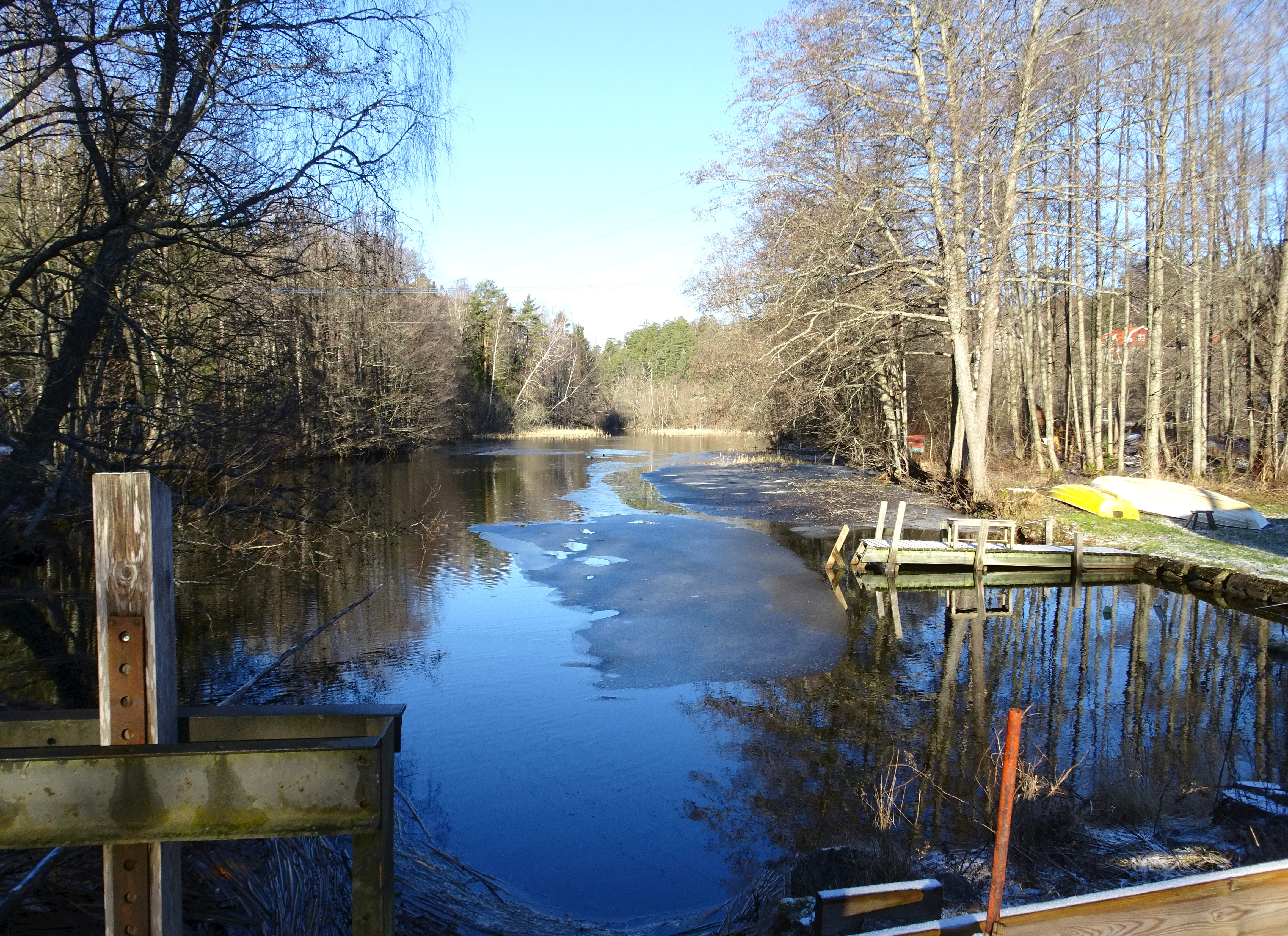
Nässelstaån uppströms vid Nässelsta kvarns damm.
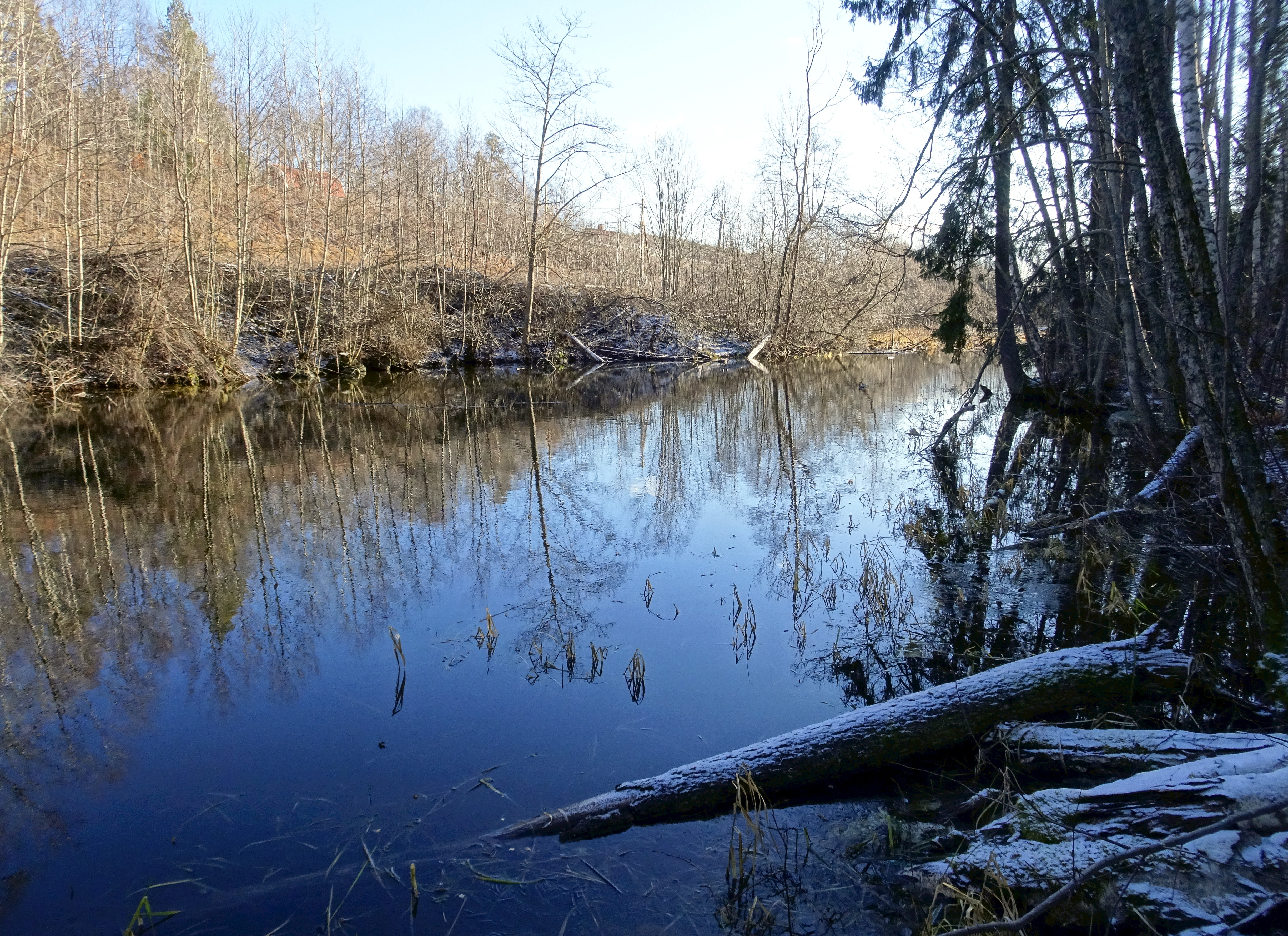
Nässelstaåns uppdämda del.